# كعكة البرقوق

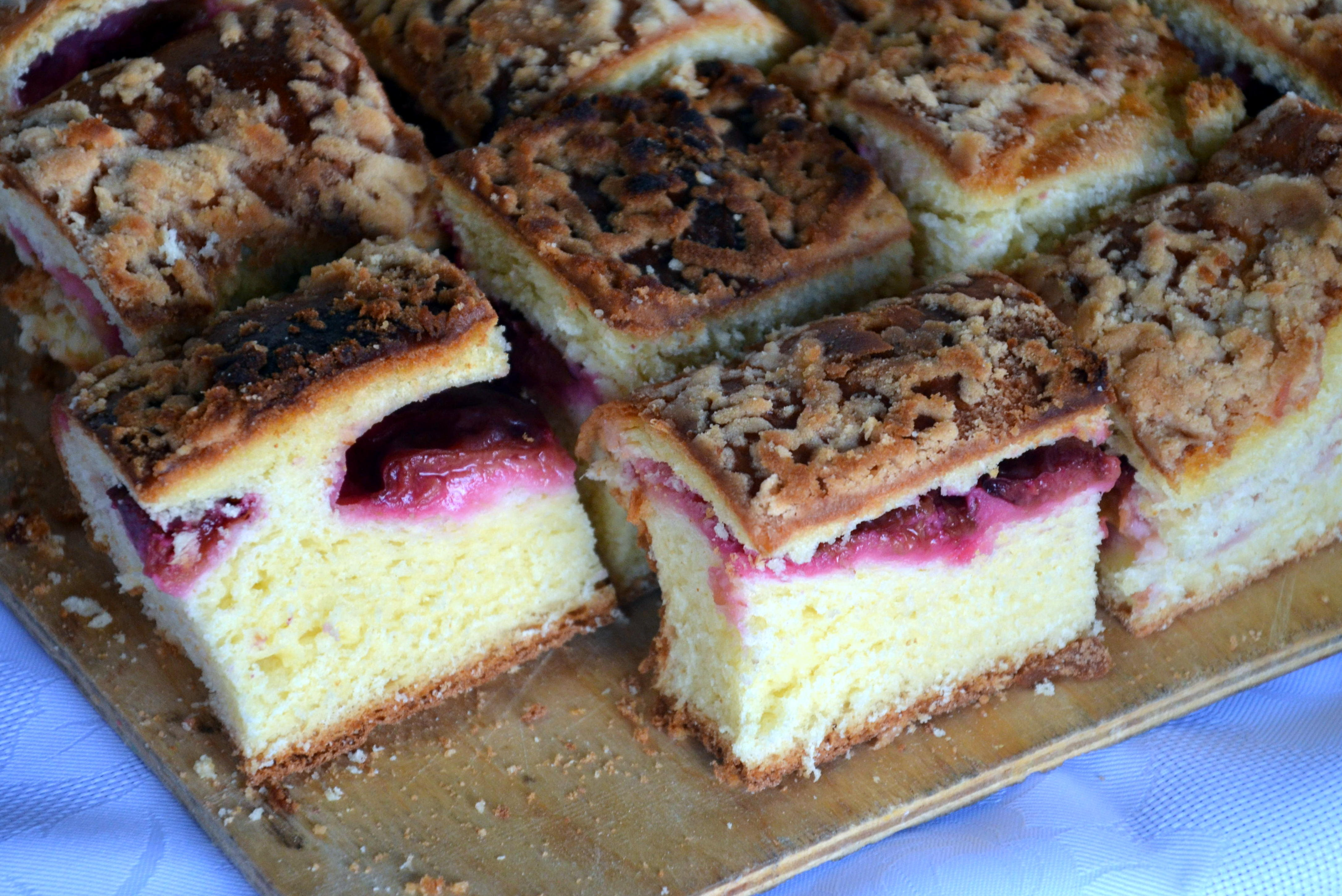
شرائح من كعكة البرقوق بحشوة البرقوق

كعكة البرقوق أو الخوخ تشير إلى مجموعة واسعة من الكعك المصنوع من الفاكهة المجففة مثل الزبيب والعنب الكشمشي والبرقوق المجفف وأحيانًا بالفاكهة الطازجة. هناك مجموعة واسعة من كعك البرقوق والحلوى الشحمية الشعبية. منذ أن تغير معنى كلمة (plum) الإنكليزية (أي البرقوق أو الخوخ) بمرور الوقت أصبحت العديد من الكعكات التي يشار إليها باسم كعك البرقوق وشائعة في إنجلترا منذ القرن الثامن عشر على الأقل تُعرف الآن باسم كعكة الفاكهة. توجد أيضًا مجموعة متنوعة من كعكة البرقوق الإنجليزية في البر الأوروبي ولكنها قد تختلف في المكونات والاتساق.
جاء كعك البرقوق المصنوع من البرقوق الطازج مع مهاجرين آخرين في أماكن أخرى حيث حُضرت كعكة البرقوق باستخدام البرقوق مكونًا أساسًا. قد يصبح البرقوق في بعض أنواعها مثل كالمربى داخل الكعكة بعد الطهي أو يستخدم البرقوق المحفوظ.

## معرض صور

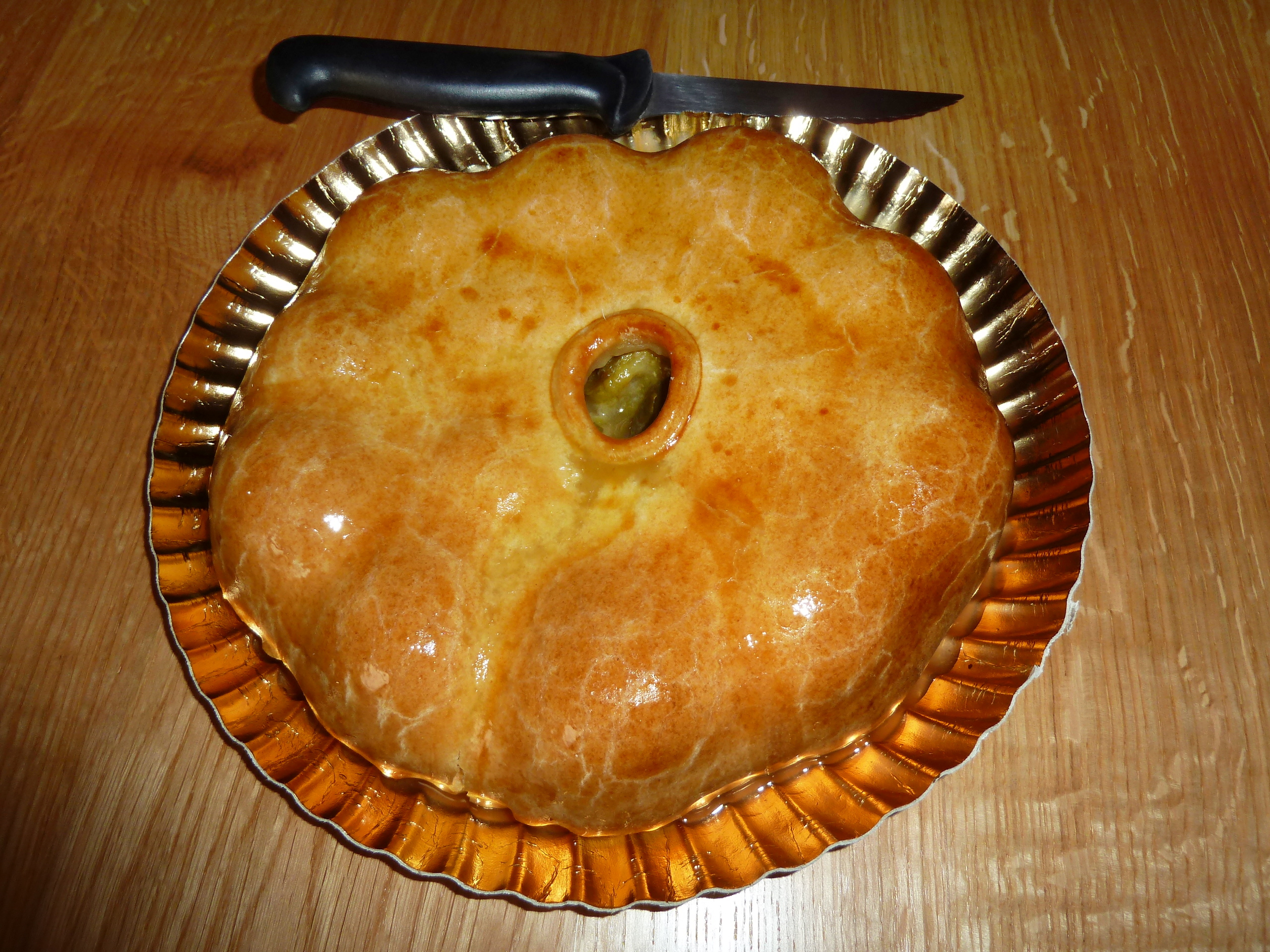
تَرت البرقوق الفرنسي
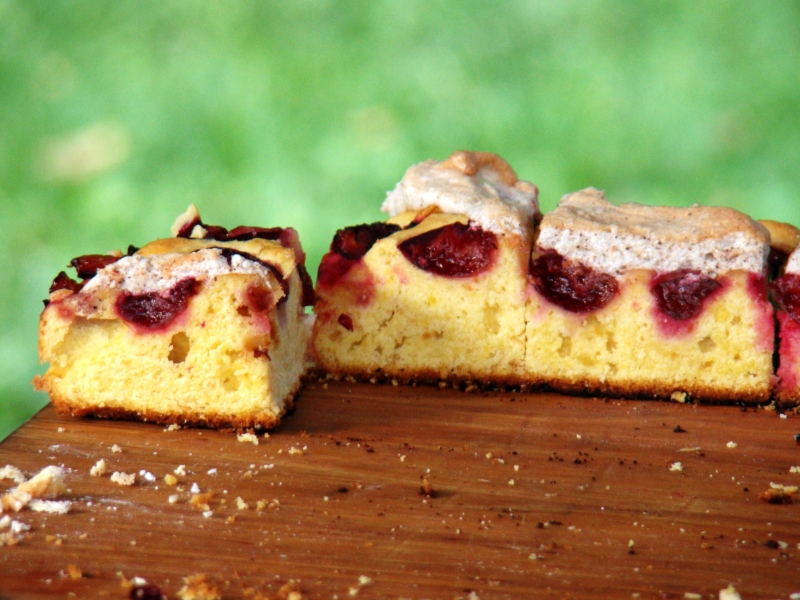
كعكة البرقوق من مدينة سانوك
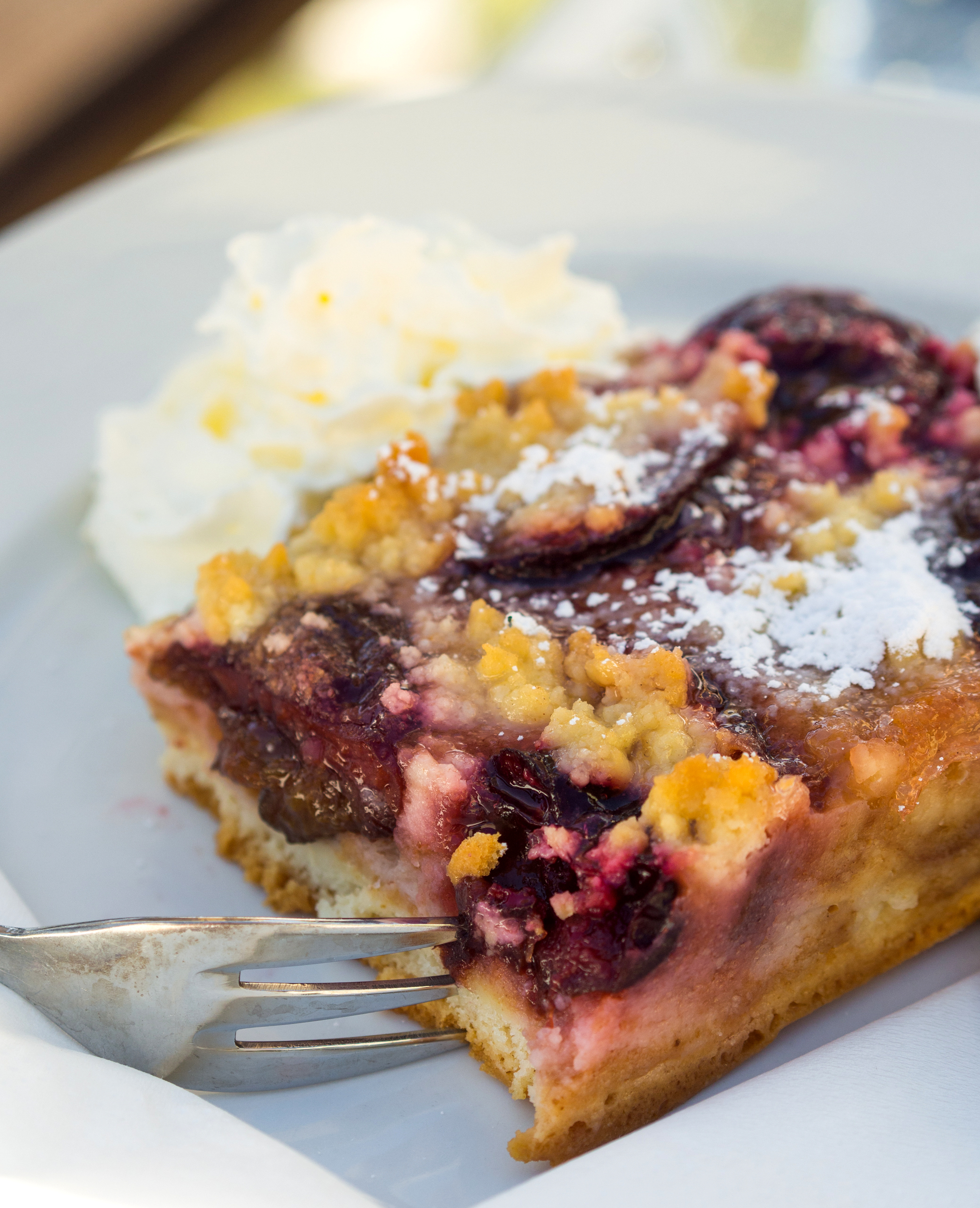